# Smultronträdssläktet
Smultronträdssläktet (Arbutus) är ett växtsläkte i familjen ljungväxter cirka 15 arter från södra Europa, Medelhavsområdet, Kanarieöarna, västra Asien och Nordamerika, söderut till Mexiko. Frukterna är ätliga och importeras ibland till Sverige.

## Bildgalleri

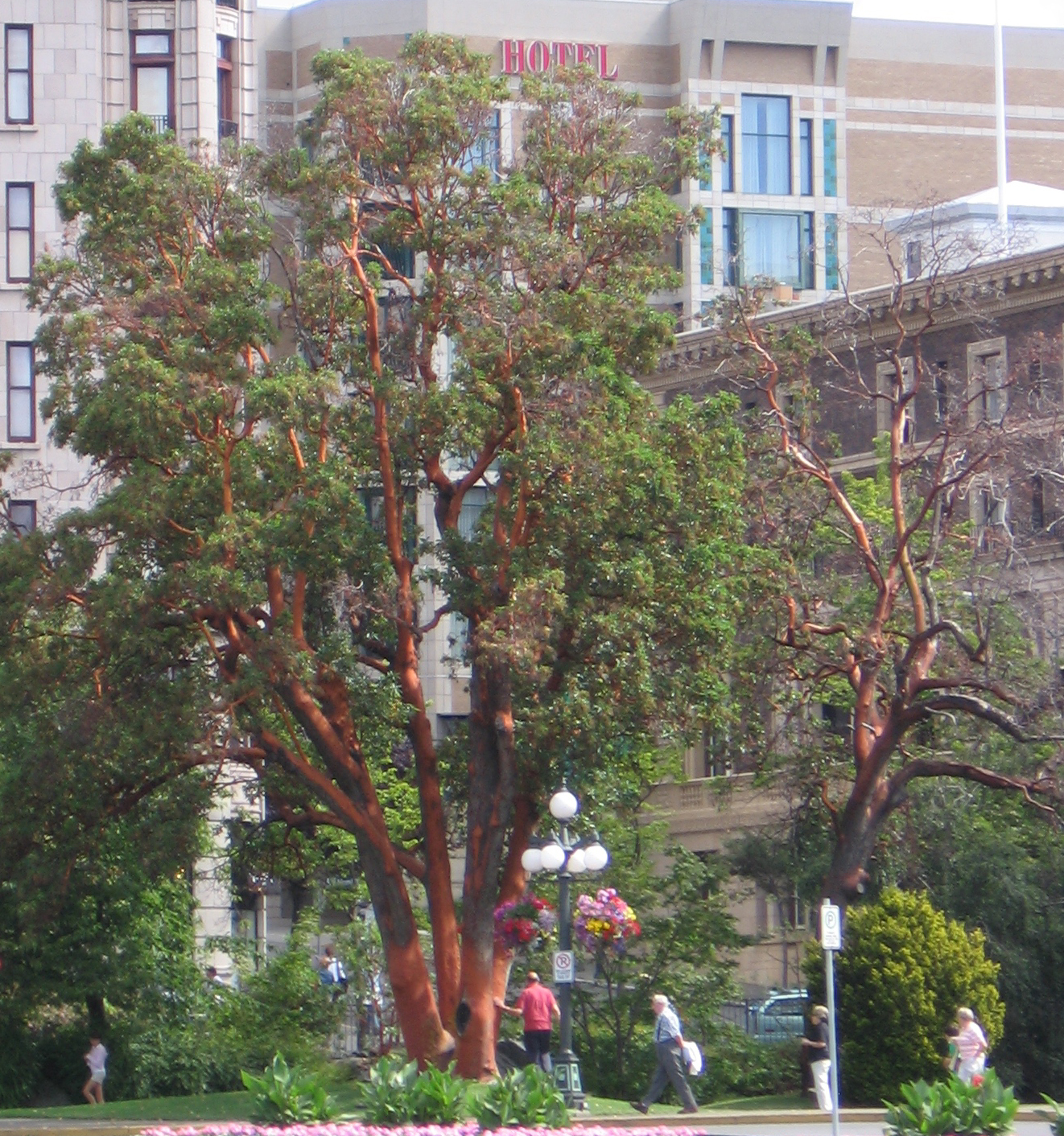
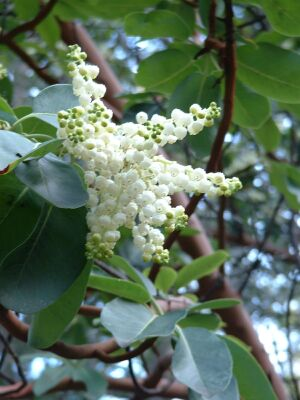
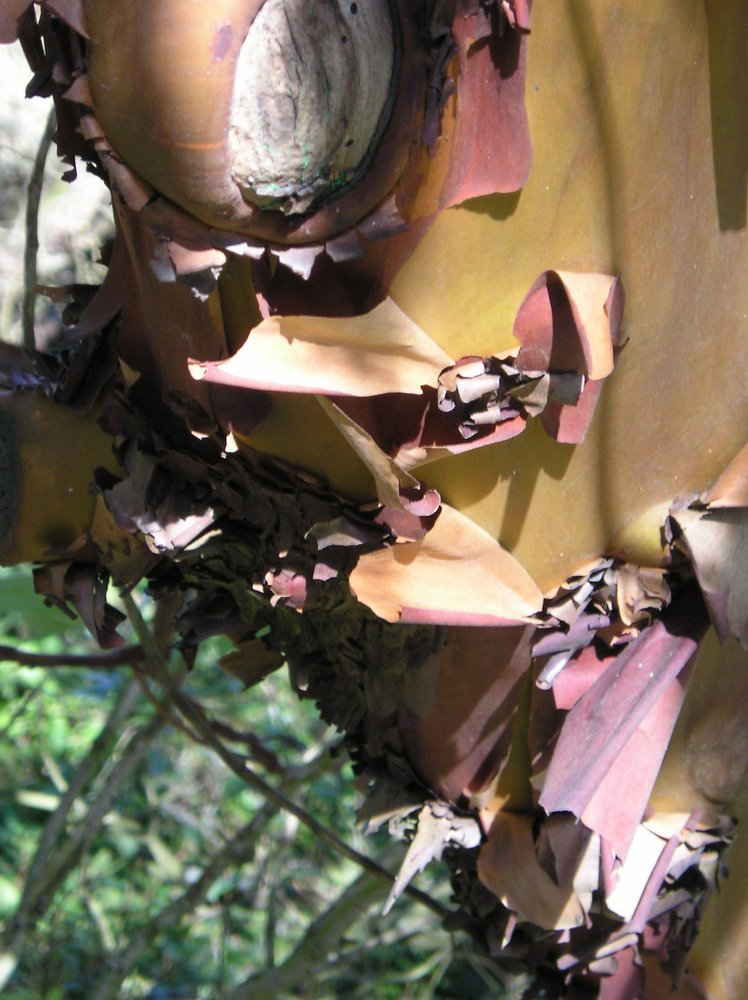
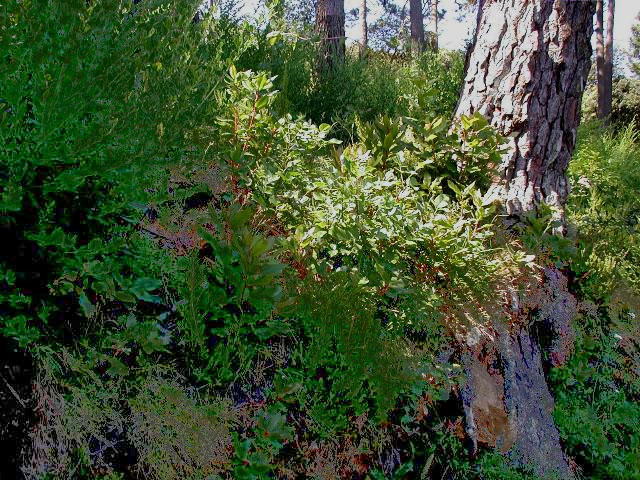
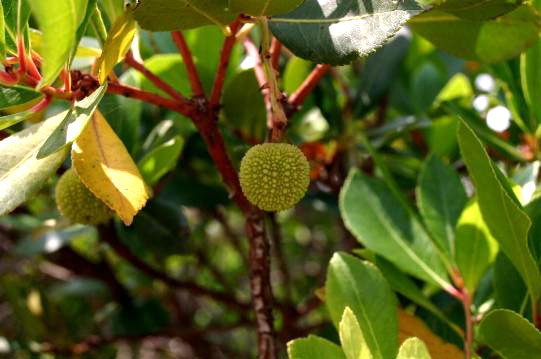

## Arter
Arter enligt Catalogue of Life:
- Arbutus andrachne
- Arbutus andrachnoides
- Arbutus androsterilis
- Arbutus arizonica
- Arbutus canariensis
- Arbutus madrensis
- Arbutus menziesii
- Arbutus occidentalis
- Arbutus tessellata
- Arbutus unedo
- Arbutus xalapensis